# دوري كرة القدم الغربي 1934–35
دوري كرة القدم الغربي 1934–35 (بالإنجليزية: 1934–35 Western Football League)‏ هو موسم من دوري كرة القدم الغربي ‏. فاز فيه يوفل تاون.